# 北一已駅
北一已駅（きたいちやんえき）は、北海道（空知総合振興局）深川市一已町（いちやんちょう）にある北海道旅客鉄道（JR北海道）留萌本線の駅である。電報略号はキイ。事務管理コードは▲121501。
早朝の下り列車1本は当駅を通過する。

## 歴史

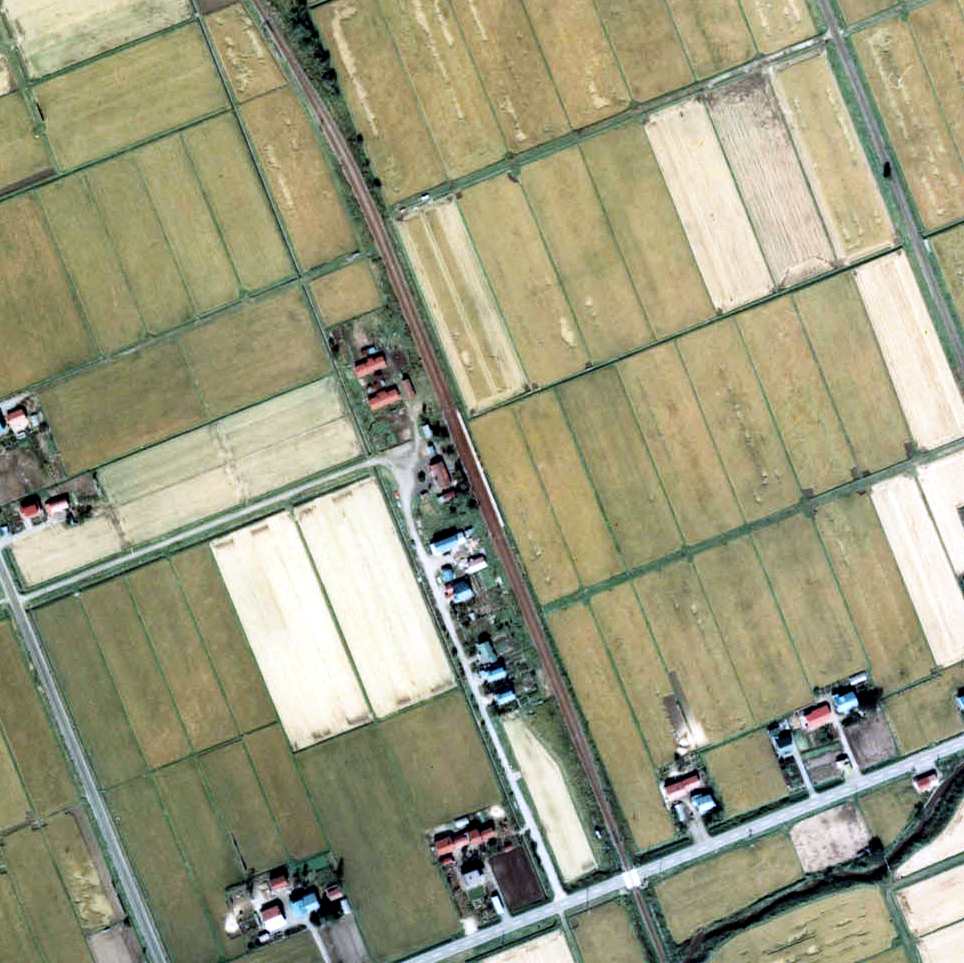
1977年の北一已駅と周囲約500m範囲。上が留萌方面。

- 1955年（昭和30年）7月20日：日本国有鉄道留萠本線深川駅 - 秩父別駅間に北一己駅として新設開業[3][4]。旅客・荷物を取扱い[1]。
  - 読みの表記については揺れがあり、1966年（昭和41年）発行の『停車場一覧』や1973年（昭和48年）発行の『北海道　駅名の起源』では「きたいちやん」と読みが表記されているが[2][5]、当初は「きたいちゃん」であったとする資料も存在する[3]。
- 1960年（昭和35年）4月11日：業務委託化[6]。
- 1969年（昭和44年）10月：直営駅に戻る[7]。
- 1984年（昭和59年）2月1日：荷物扱い廃止[1]。同時に閉塞合理化に伴う交換設備廃止により無人化[8]。
- 1987年（昭和62年）4月1日：国鉄分割民営化によりJR北海道に継承[1]。
- 1997年（平成9年）4月1日：線路名を留萌本線に改称し[4]、同時に北一已（きたいちやん）駅に改称[3][9]。
- 2026年（令和8年）4月1日：深川駅 - 石狩沼田駅間の廃止に伴い廃駅（予定）[JR北 1]。

### 駅名の由来
当駅の所在する地名（旧村名：一已村）より。その北方に位置することから「北」を冠する。
「一已」の地名はもともと石狩川の中にあった「鮭・鱒の産卵場」を指すアイヌ語の「イチャン（ican）」に由来し、開拓当時屯田兵を中心とする村で威勢が良かったことから「一にして已（や）む」という意味を込め、字を当てたとされる。
なお、駅名の漢字は開業以来長らく「已（い）」ではなく、「己（おのれ）」にて代用されていたが、1997年（平成9年）に「已」に改められている。

## 駅構造
単式ホーム1面1線を有する地上駅。ホームは線路の西側（石狩沼田方面に向かって左手側、旧1番線）に存在する。転轍機を持たない棒線駅となっている。かつては相対式ホーム2面2線を有する列車交換可能な交換駅であった。当時は互いのホームは駅舎側ホーム北側と対向側ホーム南側を結んだ構内踏切で連絡した。駅舎側（西側）が下りの1番線、対向側ホームが上りの2番線となっていた。交換設備運用廃止後は1993年（平成5年）3月までに線路は撤去されたが、ホーム前後の線路は転轍機の名残で湾曲していた。
深川駅管理の無人駅となっている。駅舎は構内の西側に位置しホーム中央部分に接している。開業当初からの建物と思われる有人駅時代からの駅舎が残っている。駅舎は、当時既に廃駅となっていた深名線宇津内仮乗降場を解体、移設したとされる。木造平屋の建物で、下見板張りの外壁は劣化で黒ずんでおり、使用されていない事務室部分などの開口部は板で閉鎖されている。駅舎横に、トイレ有り。かつて存在した上りホーム（2番線）には長さ70mの花壇があり、コンクールで表彰されたこともあったという。
駅前には枝振りの大きな櫟の木が植えられている。

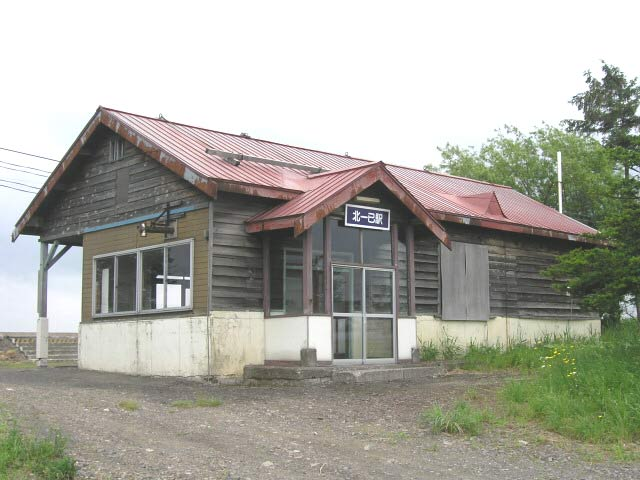
駅舎（2004年6月）
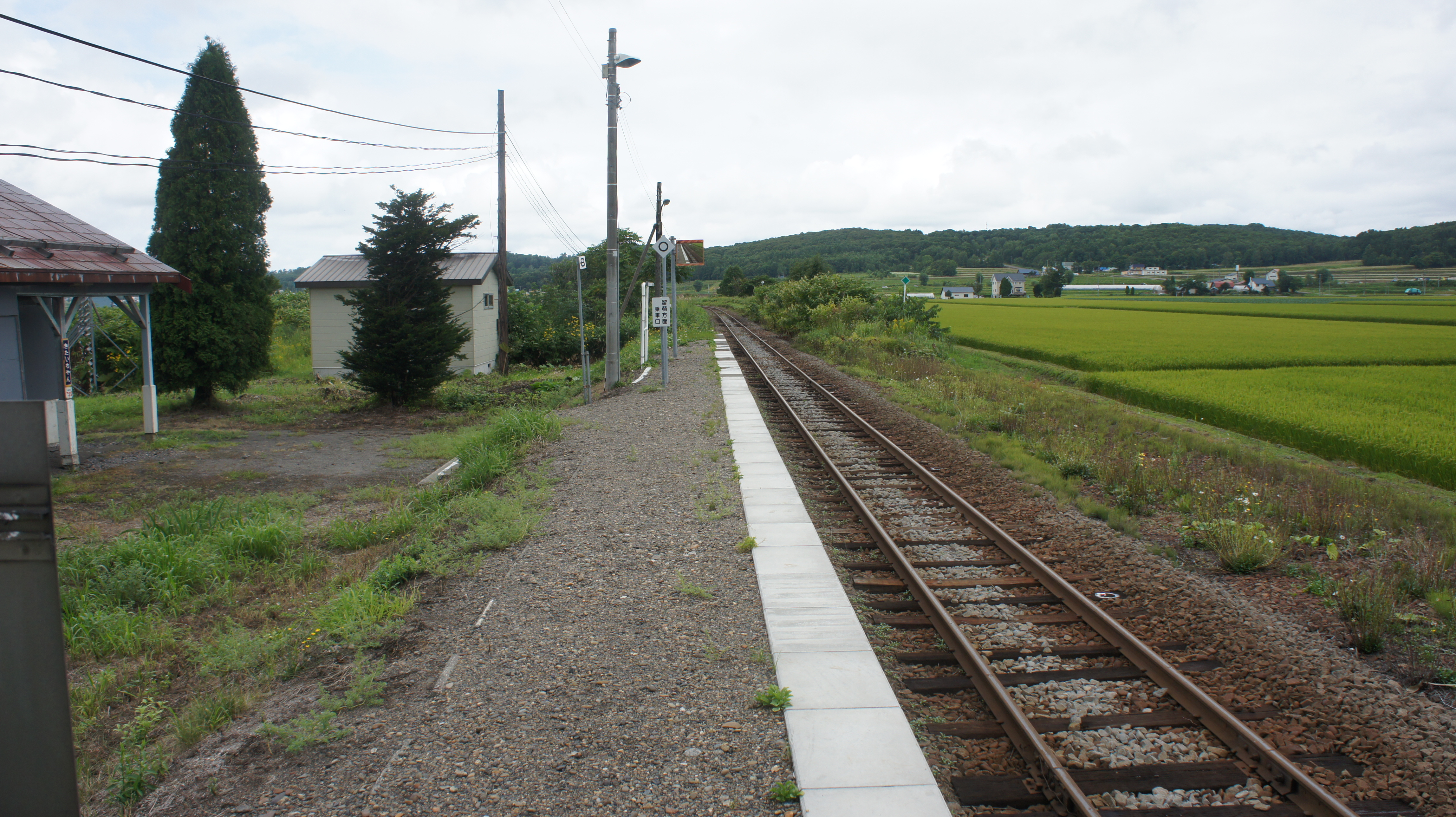
ホーム（2017年8月）
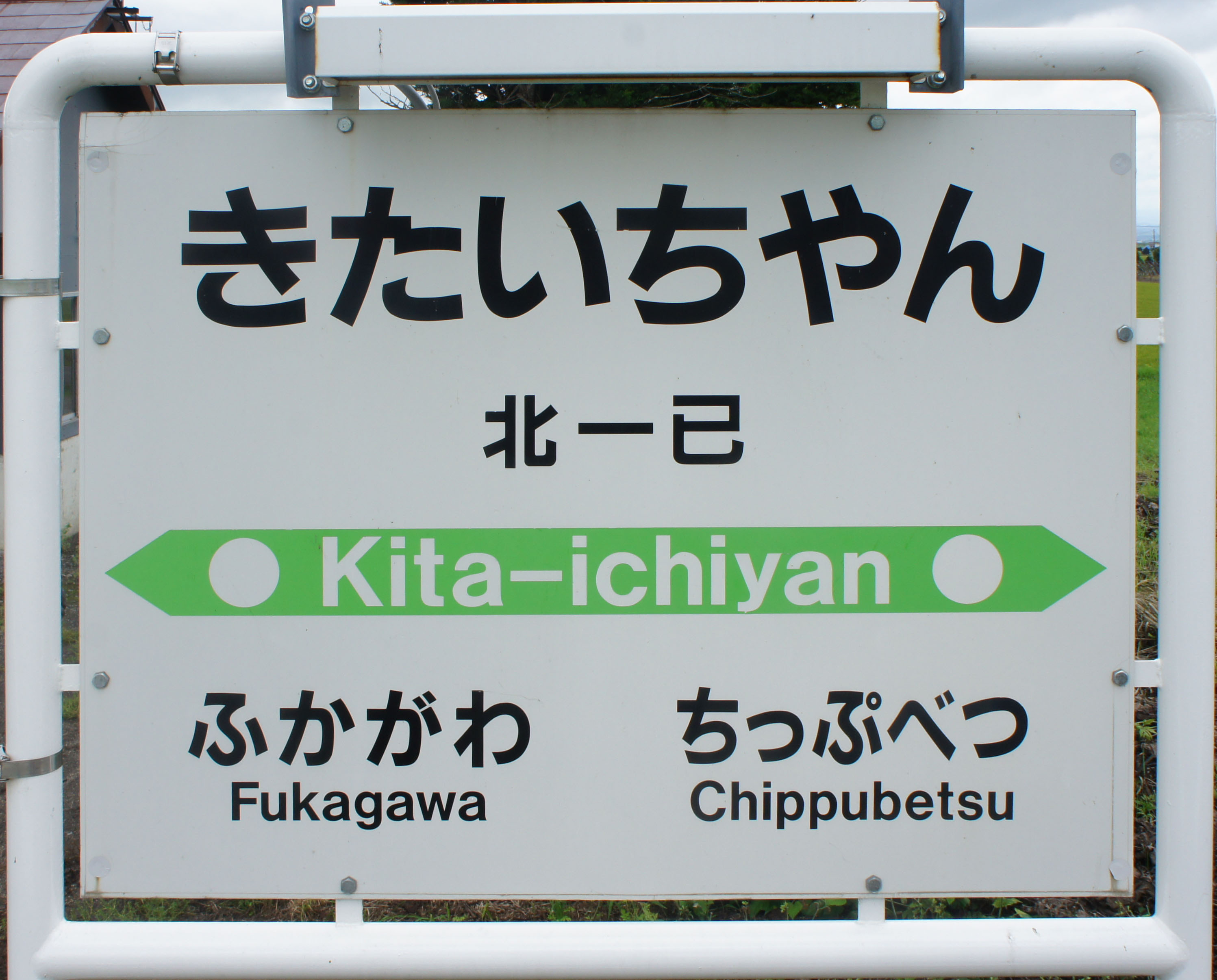
駅名標（2017年8月）

## 利用状況
乗車人員の推移は以下のとおり。なお「JR調査」については、当該の年度を最終年とする過去5年間の各調査日における平均である。
| 年度               | 乗車人員 | 乗車人員 | 乗車人員    | 出典        | 備考                                |
| 年度               | 年間     | 1日平均  | JR調査      | 出典        | 備考                                |
| ------------------ | -------- | -------- | ----------- | ----------- | ----------------------------------- |
| 1967年（昭和42年） | 37,037   | 101      |             | [ 15 ]      |                                     |
| 1968年（昭和43年） | 26,845   | 74       |             | [ 15 ]      |                                     |
| 1969年（昭和44年） | 9,467    | 26       |             | [ 15 ]      |                                     |
| 1970年（昭和45年） | 10,983   | 30       |             | [ 15 ]      |                                     |
| 1971年（昭和46年） | 7,893    | 22       |             | [ 15 ]      |                                     |
| 1972年（昭和47年） | 6,953    | 19       |             | [ 15 ]      |                                     |
| 1973年（昭和48年） | 5,318    | 15       |             | [ 15 ]      |                                     |
| 1974年（昭和49年） | 5,076    | 14       |             | [ 15 ]      |                                     |
| 1975年（昭和50年） | 4,832    | 13       |             | [ 15 ]      |                                     |
| 1981年（昭和56年） |          | 12       |             | [ 16 ]      |                                     |
| 1992年（平成4年）  |          | 6        |             | [ 11 ]      |                                     |
| 2015年（平成27年） |          |          | 「1名以下」 | [ JR北 2 ]  |                                     |
| 2016年（平成28年） |          |          | 1.2         | [ JR北 3 ]  | 同年度中に留萌駅 - 増毛駅間廃止     |
| 2017年（平成29年） |          |          | 1.2         | [ JR北 4 ]  |                                     |
| 2018年（平成30年） |          |          | 1.0         | [ JR北 5 ]  |                                     |
| 2019年（令和元年） |          |          | 1.0         | [ JR北 6 ]  |                                     |
| 2020年（令和02年） |          |          | 1.0         | [ JR北 7 ]  |                                     |
| 2021年（令和03年） |          |          | 1.0         | [ JR北 8 ]  |                                     |
| 2022年（令和04年） |          |          | 1.4         | [ JR北 9 ]  | 同年度末で石狩沼田駅 - 留萌駅間廃止 |
| 2023年（令和05年） |          |          | 1.4         | [ JR北 10 ] |                                     |

## 駅周辺
開業時は旧・雨竜郡一已村に存在した（1963年（昭和38年）に合併により深川市となる）。深川市の郊外に位置する。水田地帯の真ん中にあり、農耕地の中に農家が点在している。
- 国道233号（深川国道）
- 北海道道281号深川多度志線
- 桜山公園（桜山レジャーランド） - 駅より北に1.6km[11][12]。敷地内にD51形蒸気機関車D51 312号機と、C58形蒸気機関車C58 98号機が静態保存・展示されている[17]。C58 98号機はかつて、国鉄のオロネ10形寝台車オロネ10 2058、オロネ10 68、ナシ20形食堂車ナシ20 7の3両の客車とともにSLホテルとして運営されていたが廃業、客車は撤去されている[17]。
- 深川市立北新小学校
- 空知中央バス「北新公民館」停留所（11月から3月のみ）[18]
- 北海道中央バス（高速るもい号）・空知中央バス「曙団地入口」[19]、道北バス・沿岸バス「1番通5丁目」[20]停留所（通年）

## 隣の駅
北海道旅客鉄道（JR北海道）
留萌本線（下り始発列車は当駅通過）
深川駅 (A24) - 北一已駅 - 秩父別駅

### JR北海道
1. ↑  『留萌線の鉄道事業廃止届の提出について』（PDF）（プレスリリース）北海道旅客鉄道、2025年3月28日。オリジナルの2025年3月28日時点におけるアーカイブ。2025年3月28日閲覧。
2. ↑  “極端にご利用の少ない駅（3月26日現在）” (PDF). 平成28年度事業運営の最重点事項.   北海道旅客鉄道株式会社. p. 6 (2016年3月28日). 2017年12月10日閲覧。
3. ↑  「駅別乗車人員（2016）」（PDF）『線区データ（当社単独では維持することが困難な線区）(地域交通を持続的に維持するために)』、北海道旅客鉄道株式会社、3頁、2017年12月8日。オリジナルの2018年8月17日時点におけるアーカイブ。2018年8月17日閲覧。
4. ↑  「留萌線（深川・留萌間）」（PDF）『線区データ（当社単独では維持することが困難な線区）(地域交通を持続的に維持するために)』、北海道旅客鉄道株式会社、3頁、2018年7月2日。オリジナルの2018年8月18日時点におけるアーカイブ。2018年8月18日閲覧。
5. ↑  “留萌線（深川・留萌間）” (PDF). 線区データ（当社単独では維持することが困難な線区）(地域交通を持続的に維持するために).   北海道旅客鉄道. p. 3 (2019年10月18日). 2019年10月18日時点のオリジナルよりアーカイブ。2019年10月18日閲覧。
6. ↑  “留萌線（深川・留萌間）” (PDF). 地域交通を持続的に維持するために > 輸送密度200人未満の線区（「赤色」「茶色」5線区）.   北海道旅客鉄道. p. 3 (2020年10月30日). 2020年11月2日時点のオリジナルよりアーカイブ。2020年11月4日閲覧。
7. ↑  “駅別乗車人員  特定日調査（平日）に基づく”.   北海道旅客鉄道. 2022年8月3日時点のオリジナルよりアーカイブ。2022年8月14日閲覧。
8. ↑  “駅別乗車人員  特定日調査（平日）に基づく”.   北海道旅客鉄道. 2022年9月3日時点のオリジナルよりアーカイブ。2022年9月3日閲覧。
9. ↑  “駅別乗車人員  特定日調査（平日）に基づく”.   北海道旅客鉄道. 2023年11月10日時点のオリジナルよりアーカイブ。2023年11月10日閲覧。
10. ↑  “駅別乗車人員  特定日調査（平日）に基づく”.   北海道旅客鉄道 (2024年). 2024年9月9日時点のオリジナルよりアーカイブ。2024年9月9日閲覧。